# Ulleres de sol

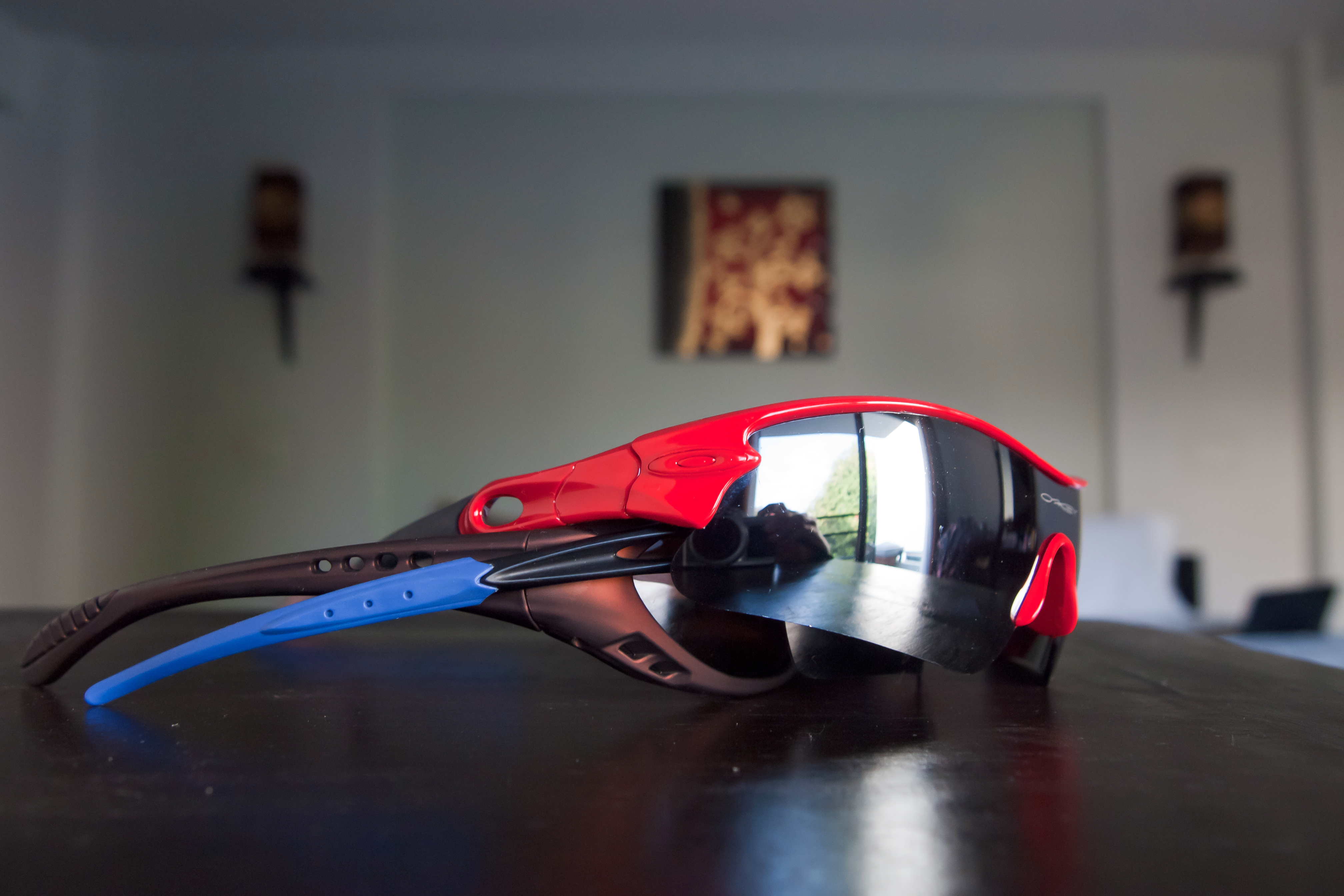
Ulleres de sol

Les ulleres de sol són un tipus d'ulleres protectores dissenyades per a evitar que la llum solar i altres tipus de llum visible d'alta energia danyen o molesten els ulls. De vegades proporcionen correcció com les ulleres convencionals.

## Òptica
Des d'un punt de vista òptic es pretén que les ulleres de sol bloquegen la llum molesta i perjudicial com la llum ultraviolada, en condicions de llum intensa sense distorsionar la imatge, o fins i tot realçant la percepció i la nitidesa d'aquesta.
Per a minimitzar la distorsió cromàtica, que podria ser perillosa per exemple, al conduir, les lents se solen fabricar de color gris, verd o marró. Aquestes dues últimes són particularment recomanables, ja que a més milloren el contrast de la imatge. Les grises ni milloren el contrast ni distorsionen el color. Les grogues i taronges són les quals més milloren el contrast però distorsionen els colors, el mateix els succeeix a les roges que són recomanables en condicions d'escassa llum. Les lents es fabriquen de vidre, policarbonat, metacrilat o CR-39 (alil diglicol carbonat). Les de vidre tenen les millors qualitats òptiques i de resistència a la ratlladura però són fràgils i pesades. Moltes ulleres de sol es fabriquen amb filtres polaritzadors que eliminen part dels reflexos de superfícies brillants millorant la percepció visual.
També s'usen ulleres protectores per a molts treballs i aplicacions tècniques com la soldadura a l'arc, on s'empren ulleres i cascos que protegeixen de la intensa llum i les emissions ultraviolada que emet l'arc elèctric. També en àmbits on s'empra llum làser de certa potència com cirurgia s'empren ulleres que bloquegen la longitud d'ona del làser per a evitar els danys d'exposicions accidentals.